# Simfonia núm. 9 (Weinberg)
La Simfonia núm. 9, Temps eterns o Línies que han escapat de la destrucció, op. 93, de Mieczysław Weinberg, va ser composta entre 1940 i 1967. És una simfonia per a narrador, cors i orquestra, sobre textos de Julian Tuwim i Władysław Broniewski. El text fa referència a l'alliberació de Varsòvia. Actualment no hi ha cap enregistrament d'aquesta simfonia.

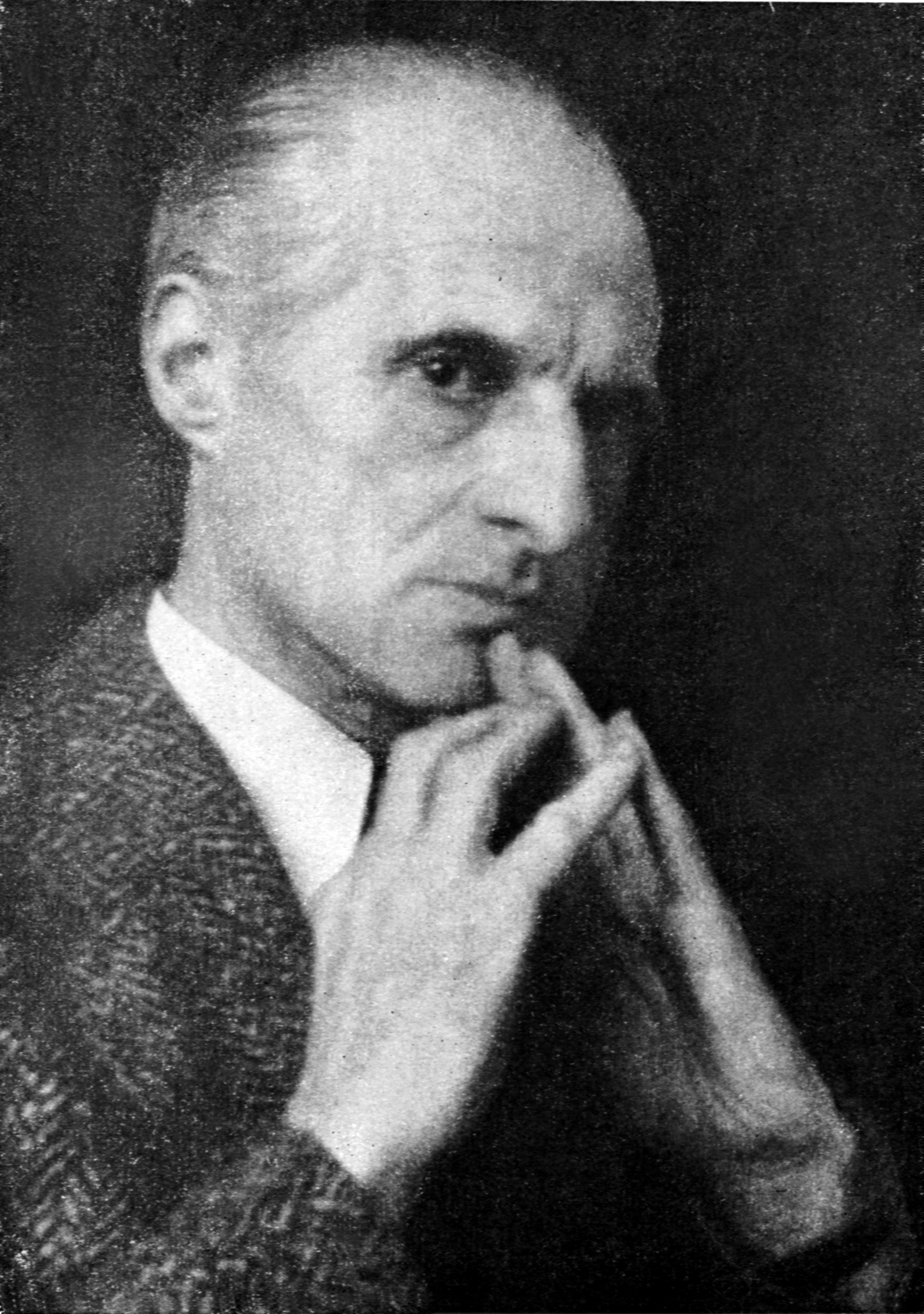
Julian Tuwim, autor de la poesia que Weinberg va utilitzar